# Kammergut Tiefurt

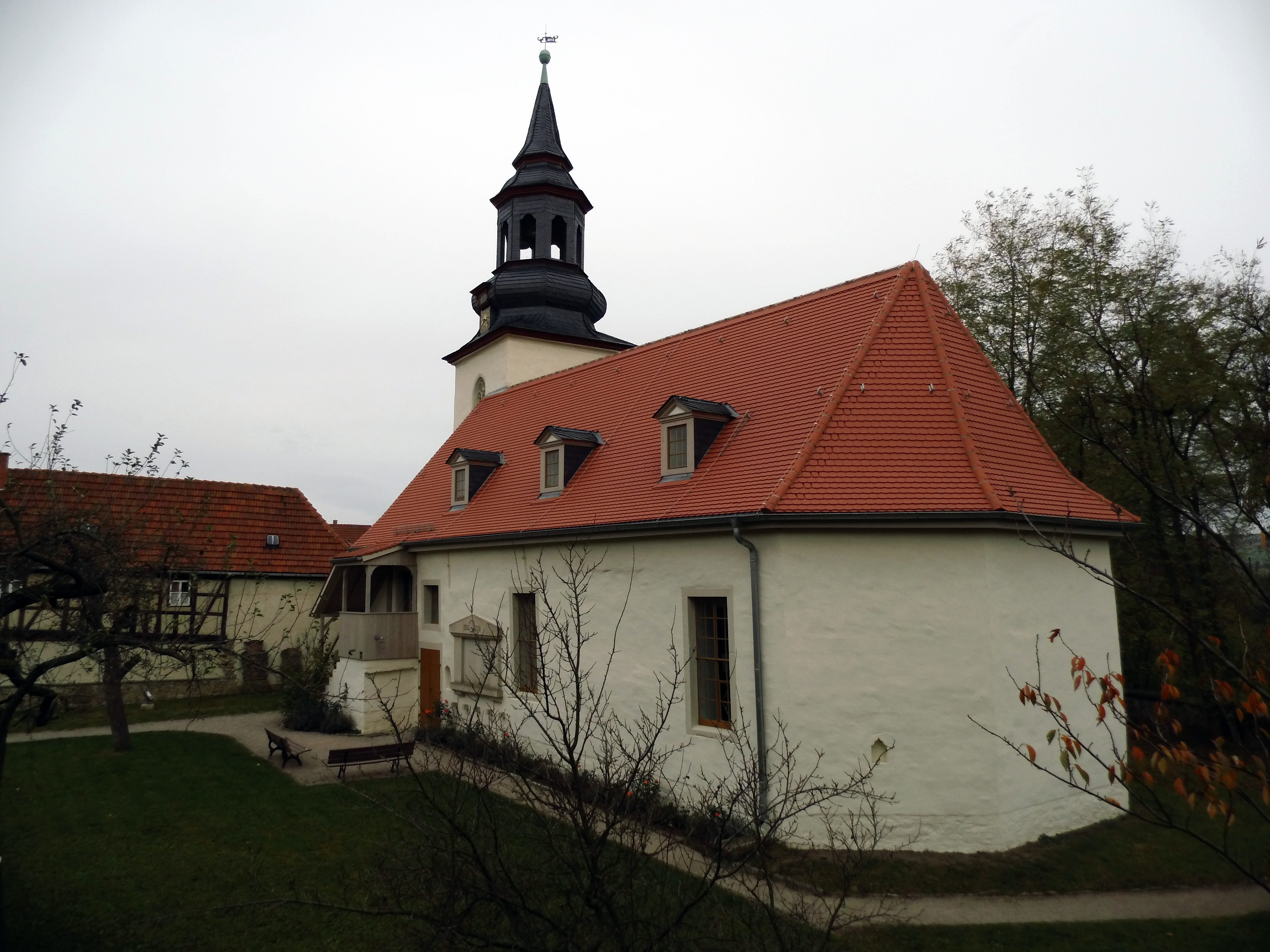
Kirche in Tiefurt mit Blick auf das Kammergut

Das Kammergut Tiefurt, ursprünglich das Pächterhaus des Schlosses Tiefurt und herzogliches Kammergut im 16. Jahrhundert, bestand von 1814 bis 1829 als Landwirtschaftliches Institut Tiefurt. Daran erinnern die Schafbrücke im Ilmpark, die Bäckerei und die Gaststätte Alte Remise. Es sind auch Wohngebäude vorhanden. Nur der Bereich der St.-Christophorus-Kirche bzw. An der Kirche sind noch älter. Im Tiefurter Park gibt es die Schafbrücke.

## Landwirtschaftliches Institut Tiefurt
Das Landwirtschaftliche Institut in Tiefurt wurde am 1. April 1814 von dem Jenaer Professor für Philosophie, Ökonomie und Kameralwissenschaften Karl Christoph Gottlieb Sturm als „Institut zur Bildung junger Landwirte“ ins Leben gerufen. Es war das erste seiner Art in Deutschland, das mit einer Universität verbunden war. Die Ausbildung erfolgte nicht allein auf dem Tiefurter Kammergut, sondern auch in den herzoglichen Kammergütern Lützendorf und Kammergut Oberweimar. Dort in Tiefurt betrieb man Schäferei, woran u. a. die bereits erwähnte Schafbrücke im Tiefurter Park erinnert, Dreifelderwirtschaft und freie ungebundene Wirtschaft. Neben rein praktisch orientierter Landwirtschaft lehrte man u. a. Forst- und Tierheilkunde sowie ökonomische Botanik. Die Eröffnung des Instituts zur Kriegszeit hatte zur Folge, dass ein Zustrom von Studenten zunächst ausblieb. Mit der Berufung des Professors Friedrich Gottlob Schulze im Juli 1816 erhöhte sich die Zahl etwas, die jedoch mit Sturms Abberufung nach Bonn absank. Schulze wurde Oberverwalter der drei Kammergüter und nach Auflösung des Tiefurter Instituts Privatdozent für Landwirtschaften und Kameralwissenschaften in Jena, wo er 1826 ein entsprechendes Institut eröffnete.